# ミニチュア・シベリアン・ハスキー
ミニチュア・シベリアン・ハスキー（英: Miniature Siberian Husky）は、アメリカ合衆国原産の愛玩用犬種である。日本でも人気の高いシベリアン・ハスキーの小型版犬種である。

## 歴史
アラスカン・マラミュートの小型版犬種である同国原産のアラスカン・クリー・カイとは親せきにあたる。小さく飼育のしやすいシベリアン・ハスキーを作り出すため、それにスキッパーキやジャーマン・スピッツ（クライン）などを交配させ、ハスキーの姿を損なわないように小型化したものである。1990年代にユナイテッドケネルクラブに公認されたばかりの新しい犬種で、まだFCI等には公認されていない。
なお、日本でも数頭～数十頭飼育されていると見られているが、FCI公認犬種ではないため年間国内登録頭数は記録されておらず、現在日本に何頭のミニチュア・シベリアン・ハスキーが存在しているかはよくわかっていない。

## 特徴
ネット上でもあまり成犬の写真を見ることが出来ないが、その姿はシベリアン・ハスキーとほぼ同じである。立ち耳・ふさふさした巻き尾でコートは厚く、毛色も基本的にシベリアン・ハスキーと一緒である。マーキングも同じで、隈取のような独特の模様である。ミニチュア・シベリアン・ハスキーは体高30～38cm、体重7～8kgの小型犬サイズで、フルサイズのシベリアン・ハスキー（体高56～60cm、体重23～27kg）よりもかなり小さい。性格は楽天的で遊ぶ事が大好きで活発で、遠吠えする事も好む。シベリアン・ハスキーと同じく白内障、緑内障、角膜ジストロフィーにかかりやすい傾向にあるが、寿命は13～15年と長い。

## 参考
英語版記事（2008年12月29日16時46分編集版）